# قادر أباد (مقاطعة فهرج)
قادر أباد (بالإنجليزية: Qaderabad, Fahraj)‏ هي مستوطنة تقع في البلدة المركزية في إيران.